# レピッシュ!
『レピッシュ!』は、ひうらさとるによる日本の漫画作品。『なかよし』（講談社）にて連載された。単行本は同社より新書判全3巻、文庫版全2巻が刊行されている。

## 書誌情報
- ひうらさとる 『レピッシュ!』 講談社〈講談社コミックスなかよし〉、全3巻
  1. 1988年11月5日第1刷発行、ISBN 4-06-178619-9
  2. 1989年7月6日第1刷発行、ISBN 4-06-178638-5
  3. 1989年11月6日第1刷発行、ISBN 4-06-178645-8
- ひうらさとる 『レピッシュ!』 講談社〈講談社漫画文庫〉、全2巻
  1. 2003年9月9日発売[1]、ISBN 978-4-06-360620-1
  2. 2003年9月9日発売[1]、ISBN 978-4-06-360621-8